# Teorie výrobních cyklů
Teorie výrobních cyklů je ekonomická teorie vyvinutá americkým ekonomem Raymondem Vernonem (1913–1999). Navrhuje, že firma se původně lokálně etabluje a expanduje na zahraniční trh v reakci na zahraniční poptávku po svém produktu. Postupem času nadnárodní společnost roste na zahraničním trhu, avšak pouze do určitého okamžiku, poté začne její zahraniční obchod klesat, pokud nedokáže odlišit svůj produkt od konkurence. 
Ústřední myšlenkou této teorie je, že regiony jsou odlišně disponovány pro výrobu určitého produktu v závislosti na jeho životním cyklu (zralosti). Výroba se tedy bude v průběhu cyklu přesouvat do oblasti s lepšími podmínkami. Typickými produkty tohoto cyklu mohou být televizní přijímače, kapesní kalkulátory či mobilní telefony.

## Fáze teorie výrobních cyklů
Teorie výrobních cyklů má 3 fáze:
1. Ve fázi nového výrobku je výroba lokalizována v nejvyspělejších regionech, které disponují komparativní výhodou v podobě vysoce kvalifikovaných sil potřebných pro zvládnutí náročné technologie a vývoje, v podobě velkého trhu snadno přijímající novinky
2. Ve fázi zralého výrobku se objem výroby i exportu zvýšil. Došlo k poklesu nákladů díky zvládnutým technologiím i k poklesu ceny způsobené vstupem dalších konkurentů na trh. Výroba je v této fázi stále lokalizována ve vyspělém regionu.
3. Ve třetí fázi standardního výrobku vyspělý region ztrácí komparativní výhodu. Plně standardizovaný výrobek se vyrábí ve velkých sériích. Výroba se přesouvá do méně vyspělých regionů s levnou pracovní silou a odtud se potom exportuje do světa.

Přestože lze nalézt příklady výrobků u nichž průběh životního cyklu alespoň rámcově odpovídá teorii výrobních cyklů, je platnost této teorie pouze omezená.

## Teorie životních cyklů
Tato teorie je přesto dále rozvinuta do teorie životních cyklů, která popisuje 5 fází životního cyklu výrobku: 

### 1. fáze – uvedení na trh
V této fázi je produkt neznámý a je třeba ho propagovat, aby se vytvořila poptávka. Fáze je typická nízkými zisky, které se postupně zvedají. Produkt je vyráběn v zemi trhu, na kterém je prodáván, většinou tedy neexistuje žádný mezinárodní obchod. Výrobek se může měnit v návaznosti na reakce spotřebitelů

### 2. fáze – růst
Roste poptávka a zvětšují se prodeje, to vede ke snížení nákladů na výrobu a velkým ziskům. Konkurenti vstupují na trh s vlastními verzemi produktu, a tak rostou náklady na reklamu. 

### 3. fáze – zralost
V této části cyklu je produkt známý a vlastní jej mnoho lidí, to vede k pomalému růstu prodeje. Často existuje mnoho konkurentů, takže původní výrobek se musí přizpůsobit cenou, aby se udržel na trhu. Roste poptávka na trzích jiných států případně na mezinárodním trhu. Výroba se může přesunout do míst, kam by byl výrobek exportován. 

### 4. fáze – nasycení trhu
Prodej se v této fázi nezvyšuje ani nesnižuje. Úpravou či vylepšením je třeba přilákat nové spotřebitele. 

### 5. fáze – pokles
Produkt je dobře známý, dosáhl nasycení trhu, což znamená, že začínají klesat prodeje. Příjmy klesnou do bodu, kdy není ekonomicky výhodné pokračovat ve výrobě a investice jsou minimalizovány. To může vést k zastavení výroby, prodeje firmy nebo přesunu výroby do zemí s levnější pracovní silou. 
Lze se setkat s různými názvy a rozdělením jednotlivých fází životního cyklu produktu. Např. výzkum a vývoj, uvedení na trh, růst prodeje, zralost, nasycení trhu a pokles prodeje nebo jen zavedení, růst, zralost a pokles.